# Ernesto Brambilla
Ernesto Brambilla (n. 31 ianuarie 1934, Monza, Regatul Italiei – d. 3 august 2020, Monza, Italia) a fost un pilot italian de Formula 1 care a evoluat în Campionatul Mondial în 1963 și 1969.